# Gabrielle-Suzanne de Villeneuve
Gabrielle-Suzanne Barbot de Villeneuve (La Rochelle, 1695 – Paris, 1755) é uma escritora francesa e autora da mais antiga versão da fábula A Bela e a Fera. Suas principais influências são Madame Marie-Catherine d'Aulnoy, Charles Perrault e outros autores preciosistas.
A primeira versão de A Bela e a Fera foi publicada no La jeune ameriquaine, et les contes marins contendo mais de cem páginas envolvendo uma fera genuinamente selvagem. Sua versão foi re-escrita e publicada por Jeanne-Marie Leprince de Beaumont, tornando-se esta a versão mais comum.